# Уніон (футбольний клуб, Жижков)
АФК «Уніон Жижков» (чеськ. AFK Union Žižkov) — один із найстаріших чеських футбольних клубів. Входив в число провідних празьких команд 10-х — 20-х років ХХ століття. Серед найбільших досягнень — друге місце в чемпіонаті Середньої Чехії 1921 року і перемога в аматорському чемпіонаті республіки 1925 року.

## Історія
Клуб був заснований в 1907 в пригороді Праги — Жижкові, який став частиною столиці в 1922 році. В першій половині 1910-х років клуб виступав в кубку милосердя, найпрестижнішому кубковому турнірі в країні. В 1918—1924 роках «Уніон» грав у Середньочеській лізі. В 1919 році команда стала третьою в чемпіонаті, а в 1921 році — другою. Троє гравців клубу в першій половині 1920-х років виступали в складі національної збірної Чехословаччини — воротар Антонін Каліба, нападники Ян Дворжачек і Франтішек Цісарж. Іншими відомими гравцями клубу того періоду були: захисники Міла і Франя, півзахисники Кухарж, Кратохвіл, Паулін, Царван і Громаднік, нападники Міка, Краса, Влчек, Топол, Я. Богата, Крацік, Й. Новак та інші.
В 1925 році в Чехословаччині була створена професіональна ліга, до якої приєднались більшість провідних чеських команд. «Уніон» залишився в аматорському спорті, для представників якого був організований свій футбольний чемпіонат. Перший розіграш 1925 року «Уніон» виграв. В чвертьфіналі команда перемогла «Пардубіце» (3:1), а у півфіналі — «Рапід Виногради» (3:2). У фіналі був переможений клуб «Чехослован Коширже» з рахунком 3:2.
Голи в складі «Уніона» забили Отто Флейшманн, Антонін Шинделарж і Франтішек Цісарж, а склад команди у фіналі мав такий вигляд:
- Вацлав Гронеш, Чех, Кнот, Тайссінгер, Малий, Сукенка, Флейшманн, Кноблох-Маделон, Корал, Шинделарж, Цісарж.

Через рік клуб знову виступав в аматорському чемпіонаті країни, але поступився в чвертьфіналі «Спарті» (Коширже) (2:5).
В сезонах 1935—1939, 1940—1941 і 1942—1944 років «Уніон» виступав у другому дивізіоні національного чемпіонату. Після Другої світової війни клуб виступав на низьких рівнях футбольної ієрархії Чехословаччини і Чехії. В наші дні команда грає в другій лізі Праги.

## Статистика виступів

### Середньочеська ліга
| Середньочеська ліга | Середньочеська ліга |
| Сезон               | Результат           |
| ------------------- | ------------------- |
| 1918                | 5 місце             |
| 1919                | місце               |
| 1920                | 5 місце             |
| 1921                | місце               |
| 1922                | 4 місце             |
| 1923                | 4 місце             |
| 1924                | 17 місце            |

### Другий дивізіон
| Середньочеська група | Середньочеська група |
| Сезон                | Результат            |
| -------------------- | -------------------- |
| 1935-36              | 7 місце              |
| 1936-37              | 5 місце              |
| 1937-38              | 7 місце              |
| 1938-39              | 12 місце             |
| 1940-41              | 14 місце             |
| 1942-43              | 10 місце             |
| 1943-44              | 13 місце             |

## Історичні назви
- AFK Union Žižkov (1907–?)
- ASK Union Žižkov (?–1948)
- Sokol Union Žižkov (1948—1950)
- Sokol Žižkov B (1950—1952)
- ZSJ Pošta Žižkov (1952—1953)
- TJ Dynamo Žižkov Spoje (1953–?)
- TJ Spoje Žižkov (?–1963)
- TJ Spoje Praha (1964–?)
- TJ Union Žižkov
- AFK Union Žižkov